# Get-Rich-Quick Wallingford (1921)
Get-Rich-Quick Wallingford is een Amerikaanse filmkomedie uit 1921 onder regie van Frank Borzage. De film is wellicht zoekgeraakt.

## Verhaal
Twee zwendelaars lichten een stadje op door zich voor te doen als zakenlieden op zoek naar investeringsmogelijkheden. Met geld van de stad bouwen ze een fabriek die spijkertjes voor vloerkleden produceert. De aandeelhouders vermoeden eerst oplichterij, maar uiteindelijk gaan ze toch overstag. Dan biedt ineens iemand aan om hun aandelen op te kopen.

## Rolverdeling
| Acteur           | Personage            |
| ---------------- | -------------------- |
| Sam Hardy        | J. Rufus Wallingford |
| Norman Kerry     | Blackie Daw          |
| Doris Kenyon     | Fannie Jasper        |
| Diana Allen      | Gertrude Dempsey     |
| Edgar Nelson     | Eddie Lamb           |
| Billie Dove      | Dorothy Wells        |
| Mac Barnes       | Andrea Dempsey       |
| William T. Hayes | G.W. Battles         |
| Horace James     | Timothy Battles      |
| John Woodford    | Mijnheer Wells       |